# Aeroportul Ivalo
Aeroportul Ivalo (în finlandeză Ivalon lentoasema; în Skolt Sami⁠(d) Âʹvvel ǩeʹrddemǩedd; în Inari Sami⁠(d) Avveel kirdemkieddi; în Northern Sami⁠(d) Avvila girdingieddi) (IATA: IVL, ICAO: EFIV) este un aeroport din Inari, Laponia, Regional State Administrative Agency for Lapland⁠(d), Finlanda ce deservește zona Inari. Aeroportul a fost tranzitat în 2022 de 197.987 de pasageri. A fost deschis în 1943 și numit după Ivalo.
Situat la o altitudine de 147 m, aeroportul dispune de 1 pistă. Este operat de Finavia⁠(d).

## Infrastructură

### Piste
Aeroportul dispune de o singură pistă. Pista 04/22 are suprafața de asfalt și dimensiunile 2.499 m × 45 m. 